# Гладков, Василий Михайлович
Василий Михайлович Гладков (5 января 1929 — 10 февраля 2011) — капитан теплохода «Степан Шутов» Верхнеднепровского речного пароходства Главного управления речного флота при Совете Министров Белорусской ССР, Гомельская область. Герой Социалистического Труда (04.05.1971).

## Биография

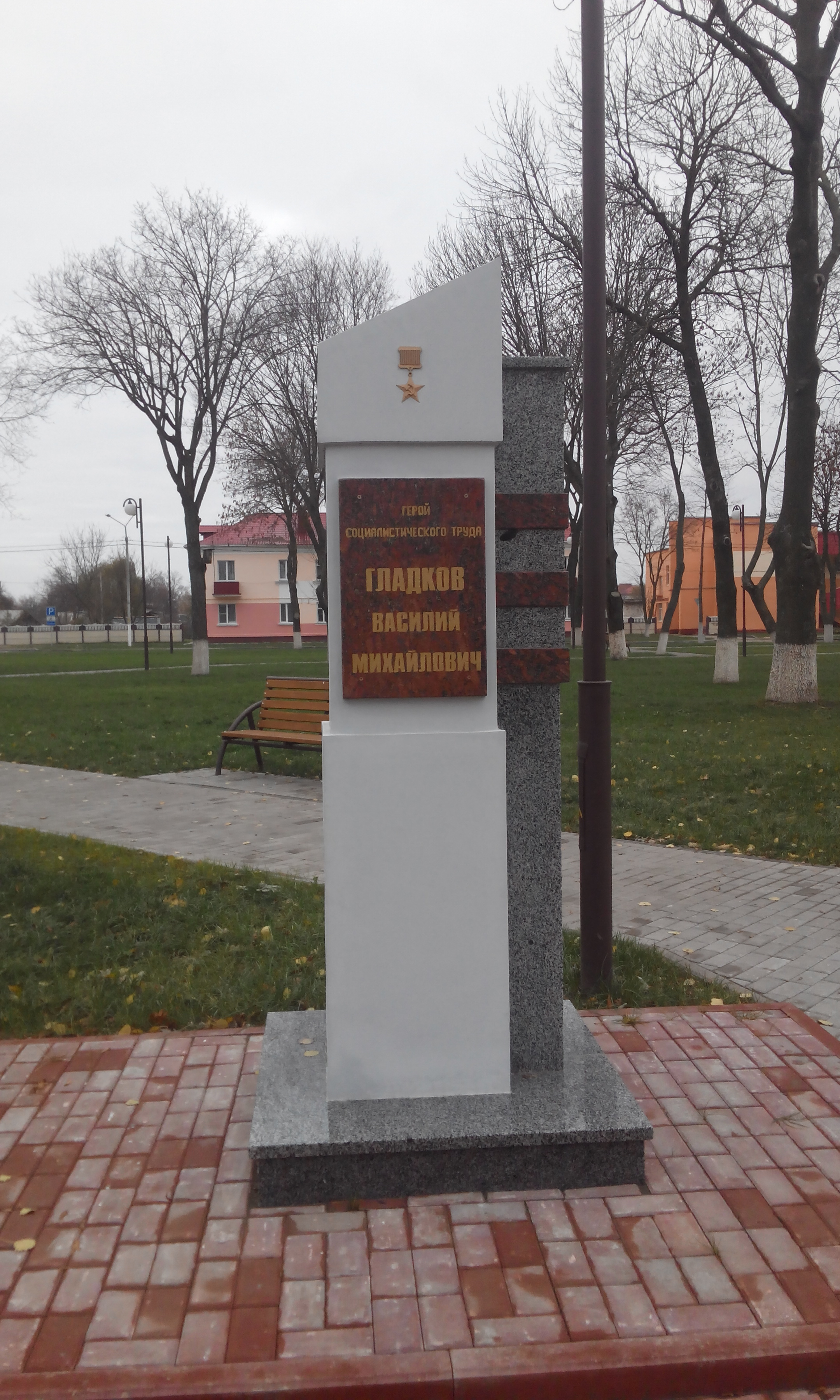
Стела в честь В. М. Гладкова на Аллее Героев — знаменитых уроженцев Ветковского района.

Родился 5 января 1929 года в посёлке Новоивановка Беседского сельсовета Ветковского района Гомельского округа Белорусской ССР; ныне деревня, расселённая в 1996 году из-за аварии на Чернобыльской АЭС, находится на территории Светиловичского сельсовета Ветковского района Гомельской области Белоруссии. Из семьи речника. Русский. Член КПСС.
В годы Великой Отечественной войны подростком пережил оккупацию родной деревни немецкими захватчиками (1941—1943). После оккупации Василий восстанавливал разрушенное хозяйство, а с 1945 года работал матросом в речном порту Гомель Верхнеднепровского речного пароходства в структуре Министерства речного флота Белорусской ССР. Пройдя обучение на специальных курсах, Василий Михайлович продолжил работать рулевым на пароходе «Марат». 
Прохождил срочную службу в рядах Советской Армии в 1951-1954 годы. С 1954 года он работал рулевым на пароходе «Комсомольская правда» Верхнеднепровского речного пароходства.
В. М. Гладков был направлен на учёбу в школу командного состава при Гомельском речном порте. Он окончил школу успешно и был назначен вторым, затем первым помощником капитана парохода при Гомельском судостроительно-судоремонтном заводе. В дальнейшем работал помощником механика Гомельского речного порта и капитаном рудовоза. Доставлял с Украины уголь, возил шахтёрам Донбасса белорусский лес. За успехи в выполнении заданий семилетки (1959—1965) в 1966 году был награждён орденом Трудового Красного Знамени.
В том же году окончил Гомельский политехникум и через год перешёл работать капитаном-дублёром на теплоход типа «ракета» под названием «Степан Шутов». Вскоре возглавил экипаж этого судна, сам стал капитаном-наставником. В короткий срок создал сплочённый коллектив, которому было присвоено звание экипажа коммунистического труда. По нему равнялись, у него учились остальные экипажи. В течение восьмой пятилетки (1966—1970) речники под руководством В. М. Гладкова добились наилучших показателей высокопроизводительного использования техники. Они успешно обеспечивали перевозку пассажиров, показывая образцы трудовой доблести, неоднократно выходили победителями в соревновании по пароходству.
Указом Президиума Верховного Совета СССР от 4 мая 1971 года за выдающиеся успехи, достигнутые в выполнении заданий пятилетнего плана по развитию речного транспорта, Гладкову Василию Михайловичу присвоено звание Героя Социалистического Труда. С вручением ордена Ленина и золотой медали «Серп и Молот».
С 1974 года — капитан теплохода «Михаил Мороз».
После выхода на заслуженный отдых жил в городе Гомель. Умер 10 февраля 2011 года.

## Награды и звания

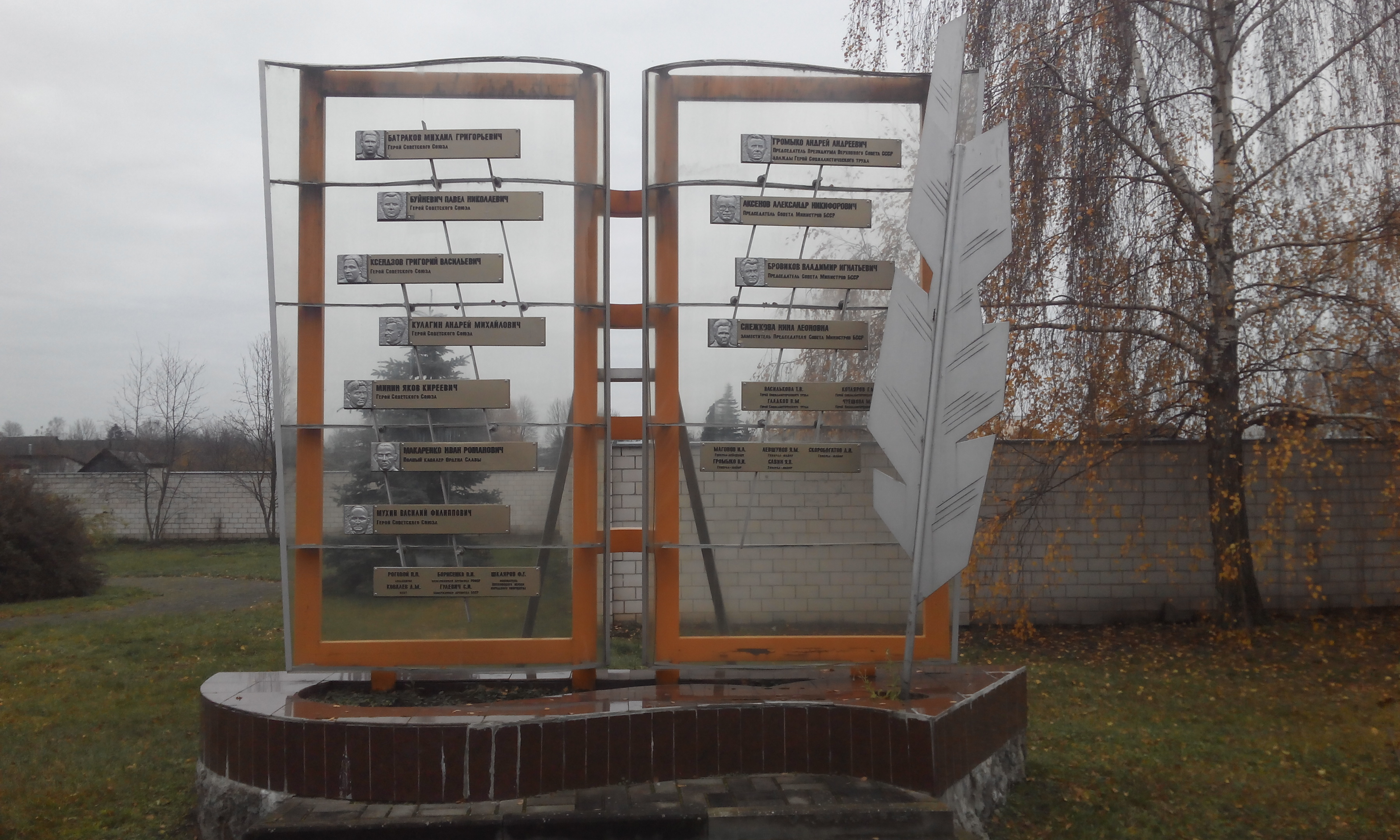
Памятник известным уроженцам Ветковского района в Ветке (Гомельской области)

- Золотая медаль «Серп и Молот» (04.05.1971);
- Орден Ленина (04.05.1971)
- Орден Трудового Красного Знамени (14.09.1966)
- Медаль «В ознаменование 100-летия со дня рождения Владимира Ильича Ленина» (1970)
- Медаль «За трудовую доблесть»
- Медалями ВДНХ СССР
- и другими
- Отмечен дипломами и почётными грамотами.

## Память
- На могиле установлен надгробный памятник.
- Стела в честь В. М. Гладкова на Аллее Героев — знаменитых уроженцев Ветковского района. Расположена в Ветке (Гомельская область), на центральной площади.
- Имя на памятнике известным уроженцам Ветковского района. Памятник в форме раскрытой книги установлен в Ветке (Гомельская область).